# Salvador Laurel

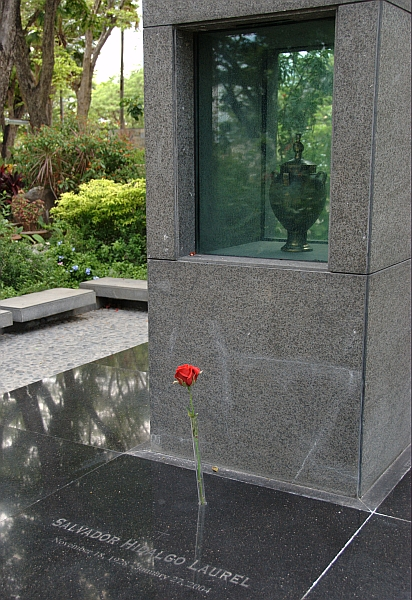
Grób Salvadora Laurela

Salvador Roman Hidalgo Laurel, zwany Doy (ur. 18 listopada 1928 w Paco, Manila, zm. 27 stycznia 2004 w Kalifornii, USA), polityk filipiński, prawnik.
Był synem prezydenta Filipin w latach 1943-1945 Jose Laurela. Studiował medycynę, po dwóch latach zdecydował się jednak na prawo (na Uniwersytecie Filipińskim w Manili). W latach 1967–1972 był senatorem, następnie członkiem Izby Reprezentantów. Współtwórca reformy sądownictwa filipińskiego, był także autorem aktów rangi ustawowej zapewniających prawa osób ubogich przed sądami (nazywanych prawem Laurela). W latach 1968–1970 był delegatem Filipin w Zgromadzeniu Ogólnym ONZ, pod koniec lat 70. pracował również w Unii Międzyparlamentarnej.
W 1983 zrezygnował z pracy w parlamencie, zaangażował się w działalność opozycyjną wobec prezydenta Marcosa. Założył Zjednoczoną Narodową Organizację Demokratyczną; przyczynił się do zjednoczenia opozycji przeciw Marcosowi, wycofując się z wyborów prezydenckich w 1986 i wspierając kandydaturę Corazon Aquino. Po zwycięstwie Aquino został wiceprezydentem (25 lutego 1986 - 30 czerwca 1992), przez miesiąc (luty-marzec 1986) pełnił także funkcję premiera, ponadto w latach 1986-1987 kierował sekretariatem (ministerstwem) spraw zagranicznych.
W 1996 odznaczony filipińskim Krzyżem Wielkim Gawad Mabini.
W 1998 został mianowany przewodniczącym Narodowej Komisji Wystawy Stulecia Niepodległości Filipin; odpowiadał później przed parlamentem za nadużycia finansowe związane z budową obiektów wystawowych.
Zmarł po długiej chorobie (ostatnie pół roku życia spędził na kuracji w USA); po jego śmierci prezydent Gloria Macapagal Arroyo ogłosiła 7-dniową żałobę narodową.